# Соколова, Тамара Александровна
Тамара Александровна Соколова (12 апреля 1892, Радом — 1973) — русский поэт и публицист.

## Биография
Во время Гражданской войны эмигрировала в Польшу. Проживала с сыном (Александр Александрович Соколов, 1917-2000) в Вильне с 1918 года. С 1922 года работала в библиотеке Виленского русского общества.
В конце октября 1940 года была арестована НКВД и находилась в заключении в Вильнюсе. В марте 1941 года была осуждена на смертную казнь, которая была заменена на 10 лет лагерей. Отбывала срок под Воркутой. С декабря 1950 года находилась в ссылке в Новосибирской области, в селе Усть-Тарка. В 1957 г. по приглашению подруги Екатерины Константиновны Железовской (1894—1978) переехала в Беларусь в г. п. Радошковичи, тогда районный центр Молодеченской области (в наст. время городской поселок в Молодеченском районе Минской области). Работала учителем фортепиано в музыкальной школе. Позднее жила в г. Лида. 
Умерла в 1973 году. Похоронена в г. п. Радошковичи. 

## Творчество
Первые стихи опубликовала в Гомеле в 1917 году в газете “Гомельская жизнь”. В Вильне печатала стихи в местной эмигрантской периодической печати и во львовском женском журнале «Очаг». Принимала участие в деятельности Литературно-артистической секции Виленского русского общества, которая в 1934 году была преобразована в литературную группу «Виленское содружество поэтов». Участвовала в деятельности поэтической литературной группы «Барка поэтов», которая действовала при Университете Стефана Батория. 
В 1958-1959 гг. стихи Т. Соколовой печатались в Радошковичской районной газете “Сцяг Ільіча”, где в то время работал Мальдис, Адам Иосифович.